# 红旗乡 (临洮县)
红旗乡，是中华人民共和国甘肃省定西市临洮县下辖的一个乡镇级行政单位。

## 行政区划
红旗乡下辖以下地区：
牟家村、后庄村、付业寺村、出不拉村、红咀村、红旗村、何家湾村、上堡子村、扎马圈村、石家窑村和墁坪村。